# Michael De Luca
Michael (Mike) De Luca (Brooklyn, 13 augustus 1965) is een Amerikaans film- en televisieproducent, studiobaas en scenarioschrijver. Sinds 2020 is hij voorzitter van de Metro-Goldwyn-Mayer Motion Picture Group.

## Biografie
De Luca werd in 1965 geboren in Brooklyn (New York). Zijn moeder was een joodse die van Duitsland afkomstig was, zijn vader was een Italo-Amerikaan en katholiek.
De Luca gaf in 1984 zijn universitaire studies op om als stagiair aan de slag te gaan bij filmstudio New Line Cinema, waar hij een protegé werd van oprichter Robert Shaye. Hij begon er als story editor en werkte er zich in 1989 op tot uitvoerend producent. Hij schreef mee aan onder meer afleveringen van de horrorserie Freddy's Nightmares (1988–1990). Eind 1992 werd de toen 27-jarige De Luca gepromoveerd tot voorzitter van de productieafdeling.
In 1995 maakte De Luca zijn studies af en behaalde hij een diploma aan Tisch School of the Arts, de filmschool van de Universiteit van New York. Hij werd gedurende de jaren 1990 door zijn jonge leeftijd, extravagante levensstijl, opvliegendheid, uitgesproken mening en goede relatie met talentvolle filmmakers een veelbesproken figuur in de Amerikaanse filmindustrie. Hij had succes met producties als The Mask (1994), Dumb and Dumber (1994), Se7en (1995), Boogie Nights (1997), American History X (1998) en Austin Powers: The Spy Who Shagged Me (1999), maar onder zijn leiding bracht New Line Cinema ook financiële flops uit als The Island of Dr. Moreau (1996), Last Man Standing (1996) en The Long Kiss Goodnight (1996).
In 1998 kwam hij opspraak toen hij zich op een feestje bij Arnold Rifkin, voorzitter van het invloedrijke talentenbureau William Morris Agency (WMA), in het bijzijn van andere genodigden oraal liet bevredigen door een jonge vrouw. Eerder was hij ook al in opspraak gekomen door een vuistgevecht in een restaurant en rijden onder invloed. In 2001 werd De Luca ontslagen door New Line Cinema.
Nadien werd hij verantwoordelijk voor de productieafdeling van DreamWorks. Hij werkte twee en een half jaar voor de studio en werd in 2004 opgevolgd door Adam Goodman.
Vervolgens richtte hij met Michael De Luca Productions zijn eigen productiebedrijf op. Hij sloot een samenwerkingsverband met Sony Pictures en werkte in de daaropvolgende jaren mee aan films als Ghost Rider (2007), 21 (2008) en The Love Guru (2008). Met The Social Network (2010) en Moneyball (2011) werd hij twee jaar op rij genomineerd voor de Oscar voor beste film. In 2014 ontving hij voor de actiethriller Captain Phillips (2013) zijn derde Oscarnominatie.
In december 2013 werd hij door Sony benoemd als voorzitter van de productieafdeling van Columbia Pictures. Twee jaar later produceerde hij voor Universal Pictures de erotische dramafilm Fifty Shades of Grey (2015), een verfilming van de gelijknamige bestseller van schrijfster E.L. James. De film groeide uit tot een kaskraker en bracht wereldwijd zo'n 570 miljoen dollar op.
In de nasleep van de cyberaanval op Sony, die in 2014 had plaatsgevonden, werd studiobaas Amy Pascal ontslagen. De Luca werd in de Amerikaanse filmpers naar voor geschoven als een mogelijke opvolger. Uiteindelijk verliet hij de studio en sloot hij zich in 2015 met zijn productiebedrijf aan bij Universal. Met die studio bracht hij vervolgens de financieel succesvolle Fifty Shades of Grey-sequels Fifty Shades Darker (2017) en Fifty Shades Freed (2018) uit.
In 2020 volgde hij Jonathan Glickman op als voorzitter van de Metro-Goldwyn-Mayer Motion Picture Group.

## Filmografie

### Film
| Jaar | Titel                                        | Rol                           |
| ---- | -------------------------------------------- | ----------------------------- |
| 1990 | Leatherface: The Texas Chainsaw Massacre III | executive producer            |
| 1991 | Freddy's Dead: The Final Nightmare           | executive producer, scenarist |
| 1992 | Deep Cover                                   | co-executive producer         |
| 1993 | Loaded Weapon 1                              | co-executive producer         |
| 1994 | The Mask                                     | executive producer            |
| 1994 | Don Juan DeMarco                             | executive producer            |
| 1994 | In the Mouth of Madness                      | executive producer, scenarist |
| 1995 | Judge Dredd                                  | scenarist                     |
| 1996 | Last Man Standing                            | executive producer            |
| 1996 | The Long Kiss Goodnight                      | executive producer            |
| 1997 | B*A*P*S                                      | executive producer            |
| 1997 | One Night Stand                              | co-executive producer         |
| 1997 | Boogie Nights                                | co-executive producer         |
| 1997 | Wag the Dog                                  | executive producer            |
| 1998 | Dark City                                    | executive producer            |
| 1998 | Lost in Space                                | executive producer            |
| 1998 | Pleasantville                                | executive producer            |
| 1998 | American History X                           | co-executive producer         |
| 1999 | Austin Powers: The Spy Who Shagged Me        | executive producer            |
| 1999 | Detroit Rock City                            | executive producer            |
| 1999 | Body Shots                                   | executive producer            |
| 1999 | The Bachelor                                 | executive producer            |
| 1999 | Magnolia                                     | executive producer            |
| 2000 | Lost Souls                                   | executive producer            |
| 2000 | Little Nicky                                 | executive producer            |
| 2000 | Thirteen Days                                | executive producer            |
| 2001 | Hedwig and the Angry Inch                    | executive producer            |
| 2001 | Blow                                         | executive producer            |
| 2001 | Town & Country                               | executive producer            |
| 2001 | Storytelling                                 | executive producer            |
| 2001 | Rush Hour 2                                  | executive producer            |
| 2001 | Knockaround Guys                             | executive producer            |
| 2001 | Life as a House                              | executive producer            |
| 2001 | I Am Sam                                     | executive producer            |
| 2002 | Run Ronnie Run                               | executive producer            |
| 2002 | John Q                                       | executive producer            |
| 2002 | Blade II                                     | executive producer            |
| 2002 | Highway                                      | executive producer            |
| 2002 | Unconditional Love                           | executive producer            |
| 2002 | S1m0ne                                       | executive producer            |
| 2003 | A Man Apart                                  | executive producer            |
| 2005 | Zathura: A Space Adventure                   | producer                      |
| 2007 | Ghost Rider                                  | producer                      |
| 2008 | 21                                           | producer                      |
| 2008 | The Love Guru                                | producer                      |
| 2009 | Brothers                                     | producer                      |
| 2010 | The Social Network                           | producer                      |
| 2011 | Drive Angry                                  | producer                      |
| 2011 | Priest                                       | producer                      |
| 2011 | Fright Night                                 | producer                      |
| 2011 | Butter                                       | producer                      |
| 2011 | Moneyball                                    | producer                      |
| 2011 | The Sitter                                   | producer                      |
| 2011 | Ghost Rider: Spirit of Vengeance             | producer                      |
| 2013 | Captain Phillips                             | producer                      |
| 2014 | Dracula Untold                               | producer                      |
| 2015 | Fifty Shades of Grey                         | producer                      |
| 2017 | Fifty Shades Darker                          | producer                      |
| 2018 | Fifty Shades Freed                           | producer                      |
| 2018 | Under the Silver Lake                        | producer                      |
| 2018 | The Sisters Brothers                         | producer                      |
| 2019 | The Kitchen                                  | producer                      |

### Televisie
| Jaar      | Titel               | Rol                |
| --------- | ------------------- | ------------------ |
| 1988–1989 | Freddy's Nightmares | scenarist          |
| 1991–1993 | Dark Justice        | scenarist          |
| 1996      | Star Trek: Voyager  | scenarist          |
| 2006      | The Way             | executive producer |
| 2013      | Mob City            | executive producer |
| 2015      | Childhood's End     | executive producer |
| 2017      | Embeds              | executive producer |
| 2017      | The Oscars          | producer           |
| 2018      | The Oscars          | producer           |
| 2018      | Escape at Dannemora | executive producer |

## Prijzen en nominaties
| Film                      | Categorie                   | Uitslag        |
| Academy Awards            | Academy Awards              | Academy Awards |
| ------------------------- | --------------------------- | -------------- |
| The Social Network (2010) | Beste film                  | Genomineerd    |
| Moneyball (2011)          | Beste film                  | Genomineerd    |
| Captain Phillips (2013)   | Beste film                  | Genomineerd    |
| BAFTA Awards              |                             |                |
| The Social Network (2010) | Beste film                  | Genomineerd    |
| Captain Phillips (2013)   | Beste film                  | Genomineerd    |
| Emmy Awards               |                             |                |
| The Oscars (2017)         | Beste speciaal tv-programma | Genomineerd    |